# 绍蒙泰勒
绍蒙泰勒（法語：Chaumontel，法語發音：[ʃomɔ̃tɛl] ⓘ）是法国法蘭西島大區瓦兹河谷省的一个市镇，位于该省东北部，属于萨塞勒区。

## 地理
绍蒙泰勒（49°7'37"N, 2°25'44"E）面积4.23 平方千米，位于法国法蘭西島大區瓦兹河谷省，该省份为法国北部内陆省份，北起瓦兹省，西接厄尔省，南至塞纳-圣但尼省、上塞纳省和伊夫林省，东临塞纳-马恩省。
与绍蒙泰勒接壤的市镇（或旧市镇、城区）包括：吕扎什、夸拉福雷。

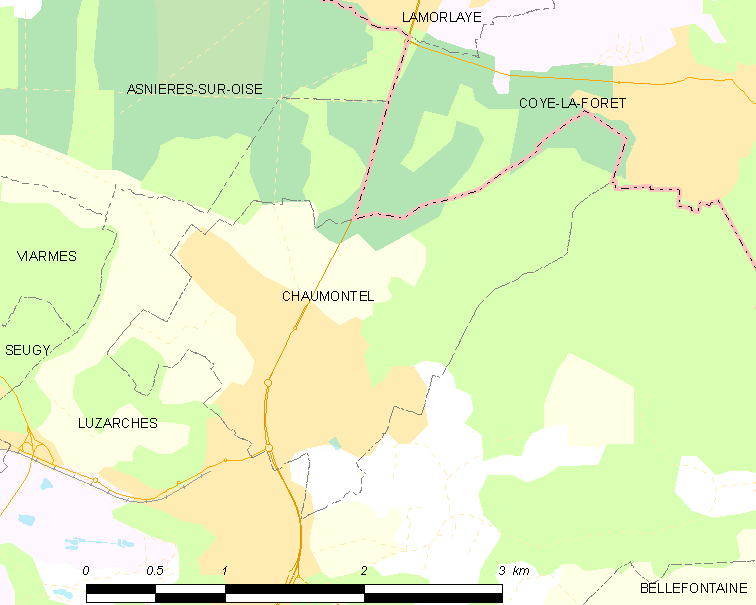
绍蒙泰勒的OSM定位图

绍蒙泰勒的时区为UTC+01:00、UTC+02:00（夏令时）。

## 行政
绍蒙泰勒的邮政编码为95270，INSEE市镇编码为95149。

## 政治
绍蒙泰勒所属的省级选区为福斯县。

## 人口

1962-2008年间绍蒙泰勒人口变化图示

绍蒙泰勒于2022年1月1日时的人口数量为3340人。